# Ziya Erdal
Ziya Erdal, né le 5 janvier 1988 à Zara en Turquie, est un footballeur turc évoluant au poste d'arrière gauche à Sivasspor.

## Biographie
Formé au Sivasspor, Erdal est prêté dès ses débuts au Kırşehirspor pour la saison 2008-2009, où il participe à ses premiers matchs professionnels. La saison suivante, il s'engage à l'Üsküdar Anadolu, et joue 31 matchs.
En 2010, Erdal revient dans son club formateur du Sivasspor, et intègre peu à peu le onze de départ. Ses performances mêlées à sa fidélité au club lui permet d'échoir du brassard de capitaine.
Avec cette équipe, il atteint les demi-finales de la Coupe de Turquie en 2013, et dispute plus de 200 matchs en Süper Lig.
Il reçoit par ailleurs sept sélections avec l'équipe de Turquie des moins de 23 ans.

## Palmarès
Sivasspor
- Championnat de Turquie D2
  - Champion : 2017